# Microglossa
Microglossa là một chi thực vật có hoa thuộc họ Cúc (Asteraceae).

## Loài
Chi Microglossa gồm các loài: